# Eduard Martínez i Ferrando
Pour les articles homonymes, voir Eduard Martínez, Martínez et Ferrando.
Eduard Martínez i Ferrando, né à Valence en 1883 et mort en 1935, est un journaliste, écrivain et intellectuel espagnol valencianiste, frère d’Ernest Martínez i Ferrando et Daniel Martínez i Ferrando,.

## Biographie
Il étudie le droit et la philosophie à l'Université de Valence, où il est sensibilisé au valencianisme politique naissant, si bien qu'il est en 1908 l'un des fondateurs de Joventut Valencianista,. En 1917, il accompagne Ignasi Villalonga auprès de Francesc Cambó.
Il est l'un des signataires de la Déclaration valencianiste de 1918 et fait partie du nouveau parti Unió Valencianista Regional fondé la même année. Il participe à différentes polémiques et défend l'unité des pays catalans dans différentes publications ou revues comme Las Provincias, Pàtria Nova, La Veu de Catalunya ou València Nova, Taula de Lletres Valencianes, La República de les Lletres ou El Camí, où il s'oppose à Josep Maria Bayarri,,.
En 1932, il est l'un des signataires des Normes de Castellón.
Outre ses écrits politiques, il est également l'auteur d'œuvres romanesques,.

## Síntesi del criteri valencianista(1918)
Síntesi del criteri valencianista (« Synthèse du critère valencianiste ») est un opscule écrit par Eduard Martínez Ferrando en 1918 et publié à Barcelone par Joventut Valencianista. Il est considéré comme le premier texte théorique du pancatalanisme. Le texte commence à être publié l'année précédente dans la revue Ofrena, organe de l'entité Nostra Parla diffusé en Catalogne et au Pays valencien,. Plus tard, Joventut Valencianista, en collaboration avec la revue, réalisera une édition sous forme de brochure.
Le document se compose d'une introduction et quatre textes sur le Pays valencien, envisagé dans une perspective pancatalane. Le dernier texte recueille des citations et textes sur la catalanité des Valenciens à travers l'histoire.
Martínez Ferrando, très influencé par la pensée d'Enric Prat de la Riba (à qui il dédie le texte), défend la « catalanisation de Valence, qui supposerait le retour au tronc commun d'origine » et se fixe comme objectif le « triomphe de l'idéal pancatalaniste ».
Le texte reçoit des réactions favorables, par exemple de Carles Salvador et Adolf Pizcueta. Ce dernier écrit dans La Correspondencia de Valencia, l'organe d'Unió Valencianista Regional : « Plus que tout, cette brochure est une énorme dose de raison, et avoir raison et dire la vérité en ces temps difficiles que nous connaissons est préjudiciable. Il se peut que d'autres disent qu'il est inopportun et nous ne pouvons que répondre qu'il n'y a pas de telle inopportunité ». Le leader d'Unió Valencianista (Union valencienne régionale), Ignasi Villalonga se montre opposé aux idées défendues, bien qu'avec des nuances : « Il est naturel que [les nationalismes] s'entraident, et que ceux qui ont de la force au Parlement et au Gouvernement, car ils ont atteint la maturité, jouent un rôle prépondérant. Mais il ne s'agit pas de subordination, mais d'alliance, qui n'hypothèque ni ne compromet la future liberté d'action de certaines régions avec d'autres. » Josep Maria Bayarri s'y oppose radicalement et entretient une controverse avec Martínez Ferrando qui durera jusqu'en 1933.

## Œuvres
- Solidaridad y regionalismo (1908)[3],[1]
- Síntesi de criteri valencianista (1918)[1]
- El arxiu municipal (1918)[3]
- La casa de la Generalitat del regne de València (1920)[3],[1]
- Vida d'infant (1921)
- La indústria valenciana de la seda (1933)